# Thremma fontium
Thremma fontium är en nattsländeart som först beskrevs av Jean Nicolas Vallot 1836.  Thremma fontium ingår i släktet Thremma och familjen Uenoidae. Inga underarter finns listade i Catalogue of Life.